# Costache Caragiale
Pour les articles homonymes, voir Costache.
Costache Caragiale, né le 29 mars 1815 à Bucarest et mort dans la même ville le 13 février 1877, est un acteur, dramaturge et professeur d'art dramatique. Il est l'oncle du dramaturge Ion Luca Caragiale. 
Costache Caragiale fut l'élève de Costache Aristia. Il mit son art au service des idéaux progressistes, démocratiques lors de la Révolution de 1848. 
Il anima un mouvement théâtral à travers le pays et qu'il organisa dans les villes de Botoșani, Iași, Craiova et Bucarest.
En 1852, il devint le premier directeur du tout nouveau théâtre national de Bucarest, créé sous le nom de "Teatrul cel Mare din București" («Grand Théâtre de Bucarest»). Le théâtre est devenu une institution nationale en 1864 par un décret du Premier ministre Mihail Kogălniceanu. En 1875, le théâtre fut officiellement désigné comme le Théâtre national, administré par le ministère roumain de la Culture.
En 1877, George Stephănescu, professeur de chant et de musique à l'université nationale de musique de Bucarest, fut nommé directeur du Théâtre national de Bucarest à la suite du décès de Costache Caragiale.

## Œuvres
- Scrieri a lui Costache Caragiale, 1840
- Epistolă către Grigore Alexandrescu, 1841
- Leonil sau Ce produce disprețul, 1841
- O repetiție moldovenească sau Noi și iar Noi, 1844, comédie
- O soaré la mahala sau Amestecul de dorinți, comédie
- Îngâmfata plăpumăreasă sau Cucoană sunt
- Doi coțcari sau Feriți-vă de răi ca de foc
- Învierea morților
- Urmarea coțcarilor
- Prologul pentru inaugurarea noului teatru din București, 1852,
- Teatrul Național în Țara Românească, 1855.